# Emily Lengnick
Emily Lengnick (* 17. März 1856 in Dresden; † 1. August 1939 ebenda) war eine deutsche Kunstmalerin.

## Leben
Emily Lengnick wurde 1856 in Dresden geboren. Ihr Vater war der Rechtsanwalt und Notar Eduard Lengnick, ihre Mutter eine geborene Strubell. Emily Lengnick besuchte zuerst die Zeichenschule des Dresdner Frauenerwerbsvereins bei der Blumenmalerin Helene Noack, studierte danach Landschaftsmalerei bei Karl Hanns Taeger. Danach hielt sie sich in Antwerpen auf und studierte bei Eugène Joors und bei Henry Luyten. Weitere Studienreisen führten sie nach Paris, wo sie bei Marie Joseph Iwill studierte, nach London und nach München. Zu ihren Schülerinnen gehörte Flora Zenker, welche ebenfalls bei Joors und Luyten in Antwerpen studierte.
In Dresden war Emily Lengnick Mitglied der Gruppe Dresdner Künstlerinnen, Ortsverband Dresdner Künstlerinnen, des 1908 neu gegründeten Bundes deutscher und österreichischer Künstlerinnenvereine. Sie war Gründungsmitglied des Frauenklubs Dresden 1910 und wurde zum Ehrenmitglied ernannt.
Vom 17. Juni 1904 bis am 27. Juni 1905 ist ein Aufenthalt in Cuxhaven bekannt. Dressler gibt 1930 als Adresse die Ostbahnstraße 16 in Dresden an. In den mehrgeschossigen Mietshäusern der Ostbahnstraße befanden sich zu dieser Zeit die Ateliers zahlreicher Künstler. An der Ostbahnstraße 16, III befand sich um 1907 z. B. auch das Atelier von Clotilde Schilling.

## Werk
Emily Lengnick wurde als Zeichnerin, Landschafts- und in erster Linie als Blumenmalerin bekannt. Sie signierte ihre Werke oft mit dem Monogramm „E.L.“. Sie entwickelte auch einen sehr individuellen Stil in Bleistiftzeichnungen als eine Art impressionistische Bleistiftmalerei, den sie „Handzeichnung als Malerei“ nannte. Die Werkserie „See und England“ und „Paris“ sind Beispiele dafür. Sie hat sich auch schriftstellerisch betätigt unter anderem in den Publikationen „Über die Zigarette“ und „Blumenskizzen“.